# Passage Raguinot
Le passage Raguinot est une voie située dans le 12e arrondissement de Paris, en France.

## Situation et accès
Située dans le quartier des Quinze-Vingts, elle débute rue Paul-Henri-Grauwin et se termine avenue Daumesnil.

## Origine du nom
Le passage porte le nom du propriétaire du terrain sur lequel il a été construit.

## Historique
Le passage Raguinot ouvert en 1862 était fermé par une grille.
La partie située entre la rue de Chalon et la rue Paul-Henri-Grauwin a été supprimée en 1990 lors de l'aménagement de la Zac Chalon.

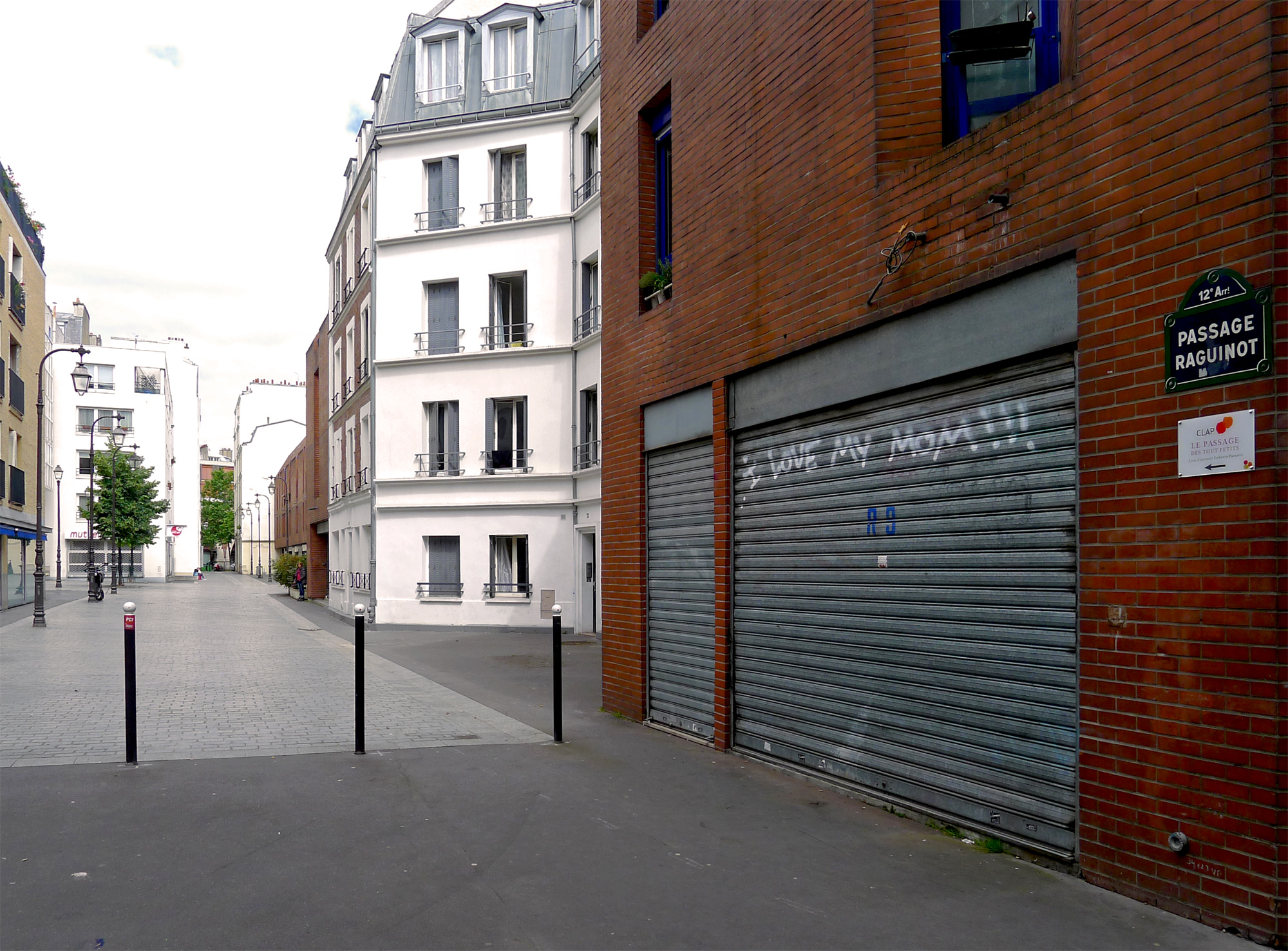
Passage vu depuis la rue Paul-Henri-Grauwin.
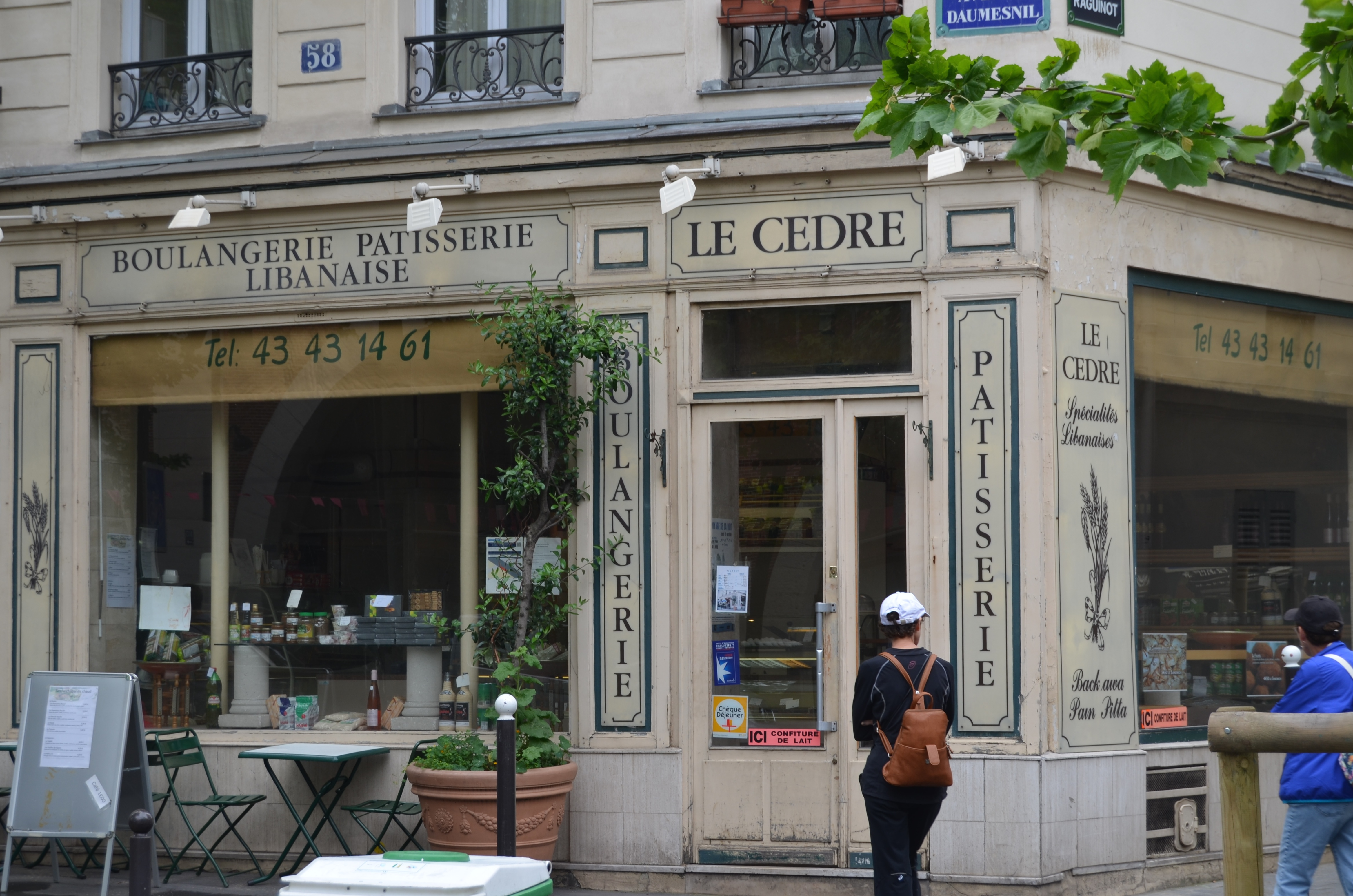
Boulangerie-pâtisserie libanaise à l'angle de la rue et de l'avenue Daumesnil.